# Benzomorfano
El benzomorfano es un compuesto químico que es la base de una serie de medicamentos que actúan de forma variable sobre los receptores opioides y sigma, incluidos los siguientes compuestos: 
| - 5,9-DEHB - 8-CAC - Alazocina - Anazocina | - Bremazocina - Butinazocina - Carbazocina - Cogazocina | - Ciclazocina - Dezocina - Eptazocina - Etazocina | - Etilketociclazocina - Fluorofeno - Gemazocina - Ibazocina | - Ketazocina - Metazocina - Moxazocina - Pentazocina | - Phenazocine - Cuadazocina - Thiazocine - Tonazocina | - Volazocina - Zenazocina |

Algunos de estos agentes se usan como analgésicos, como pentazocina, fenazocina, dezocina y eptazocina.